# Библия на Гутенберг
Библията на Гутенберг е първопечатно издание на Библията и в частност на Вулгата, отпечатано в Майнц в началото на 1455 г. от Йохан Гутенберг, на чието име е наречена.

## История
През 1448 г. Гутенберг установява ателието си в Хумбрехтхоф в старата част на Майнц. През 1450 г. печатната преса вече работи и с нея е отпечатано едно стихотворение на немски, може би първият текст, отпечатан от Гутенберг. За целта Гутенберг взема заем от 150 гулдена от своя роднина Арнолд Гелтус, а по-късно успява да убеди богатия гражданин Йохан Фуст да му даде заем от още 800 гулдена. Към начинанието се присъединява и бъдещият зет на Фуст Петер Шьофер. Шьофер е работил като преписвач на ръкописи в Париж и вероятно изработва някои от първите печатни набори.
Не е ясно кога точно е замислен проектът за отпечатване на Библията, но това е основната цел на заема от Фуст, а същинската работа по него започва през 1452 г. В същото време с пресата се печатат и други по-доходни книги, може би латински граматики. Съществуват предположения, че пресите са две – една за ежедневни нужди и друга за Библията. Сред доходните приложения на новата печатница е отпечатването през 1454 – 1455 година на хиляди индулгенции за нуждите на Католическата църква. През декември 1454 г. е отпечатан „Призив към християнството за борба срещу турците“ (на немски: Mannung der Christenheit wider die Turcken), по повод на това, че през предходната година Константинопол е превзет от османците. След него през 1455 г. излиза от печат и първото печатно издание на Библията в света – т.нар „42-редова Библия“, известна днес като Гутенбергова Библия. Като прототип служи ръкописът на Голямата Майнцка Библия от 1452 г. Издаването на Библията от Гутенберг е упоменато от кардинал Пиколомини, бъдещия папа Пий II.
Начинанието не се оказва печелившо за Гутенберг. Още същата година Фуст започва да си иска обратно парите, обвинявайки Гутенберг в злоупотреба. Междувременно разходите по проекта с Библията нарастват, а дълговете на Гутенберг вече надхвърлят 2000 гулдена. Фуст завежда дело в съда, който през ноември 1455 г. установява, че двамата са създали съдружие за издаване на книги, а Гутенберг е използвал парите за други цели. Фуст получава печатарското ателие и половината от вече отпечатаните Библии.

## Характеристика
Гутенберг се стреми да създаде точно подобие на ръкописните книги от онова време. Инициалите и рубриките са изписвани ръчно. Подобна имитация е характерна за първопечатните книги, издавани до около 1500 г. Обликът им има преходен характер: от ръкопис към печатна книга.
Тиражът на Библията е малък – около 180 екземпляра, като оценката е съвременна, направена по данни за използваните материали. Това изглежда нищожно количество, но по това време в цяла Европа има общо около 30 000 книги. Към днешно време са оцелели 49 екземпляра.
Повечето екземпляри съдържат 1286 страници, подвързани в два тома, но почти няма две еднакви Библии. От 180-те произведени екземпляра 135 са отпечатани върху хартия, а останалите върху велум (на английски: vellum), пергамент от телешка кожа.
Библията се нарича „42-редова Библия“ по броя на редовете на страницата. Използваният шрифт е Текстура, основна разновидност на готическите шрифтове.